# 1727
Năm 1727 (số La Mã: MDCCXXVII) là một năm thường bắt đầu vào thứ Tư trong lịch Gregory (hoặc một năm thường bắt đầu vào Chủ Nhật của lịch Julius chậm hơn 11 ngày).

## Sinh
- 2 tháng 1 - James Wolfe, người Anh (mất 1759)
- 10 tháng 5 - Anne Robert Turgot, tiếng Pháp (mất 1781)
- 14 tháng năm - Thomas Gainsborough, nghệ sĩ người Anh (mất 1788)
- 14 tháng 8 - Henriette-Anne của Pháp (qua đời 1752) và công chúa Louise-Elisabeth của Pháp (qua đời 1759), hai cô con gái của vua Louis XV của Pháp
- 26 tháng 11 - Artemas Phường, Thiếu tướng người Mỹ (mất 1800)
- 6 tháng 12 - Johann Gottfried Zinn (mất 1757)
- 27 tháng 12 - Arthur Murphy, nhà văn người Ailen (mất 1805)
- '23 tháng 10 - Lệnh Ý Hoàng quý phi của Trung Quốc (mất 1775)

## Mất
- Veronica Giuliani
- Isaac Newton (sinh 1642)